# (16516) Efremlevitan
(16516) Efremlevitan es un asteroide perteneciente al cinturón de asteroides, descubierto el 15 de noviembre de 1990 por la astrónoma soviética Liudmila Chernyj desde el Observatorio Astrofísico de Crimea (República de Crimea).

## Designación y nombre
Designado provisionalmente como 1990 VR14. Fue nombrado Efremlevitan en honor al escritor y científico ruso Efrem Pávlovich Levitán.